# Chiesa di San Martino (Molino del Piano)
La chiesa di San Martino è un edificio religioso situato a Molino del Piano, nel comune di Pontassieve.
La prima documentazione della chiesa risale al secolo XIII. Su di essa ebbero il patronato il vescovo di Fiesole e la famiglia Saltarelli.
Il primitivo edificio, rovinato nel corso dei secoli, fu abbattuto e completamente ricostruito nel 1786 con originale pianta ottagonale e prospetto preceduto da un'elegante loggia retta da colonne di gusto neoclassico.